# Concorde TSP Solver
Concorde TSP Solver és un programa per solucionar el problema del viatjant de comerç. Va ser escrit per David Applegate, Robert E. Bixby, Vašek Chvátal, i William J. Cuiner, en ANSI C, i es troba lliurement disponible per ús acadèmic. Concorde ha estat aplicat a problemes de mapatge de gens, predicció de funció de la proteïna, encaminament de vehicles, conversió d'imatges vectorials a dibuixos de línia contínua, planificació de moviments de vaixell per estudis sísmics, i estudi de propietats d'escalatge de problemes d'optimització combinatòria.